# Beinn nan Ramh
Beinn nan Ramh är ett berg i Storbritannien.   Det ligger i kommunen Highland och riksdelen Skottland, i den norra delen av landet, 700 km nordväst om huvudstaden London. Toppen på Beinn nan Ramh är 710 meter över havet, eller 384 meter över den omgivande terrängen. Bredden vid basen är 7,3 km.
Terrängen runt Beinn nan Ramh är huvudsakligen kuperad. Trakten runt Beinn nan Ramh är nära nog obefolkad, med mindre än två invånare per kvadratkilometer. Trakten runt Beinn nan Ramh består i huvudsak av gräsmarker.